# Nina Žižić
Nina Žižić (en montenegrí, Нина Жижић; Nikšić, 20 d'abril de 1985) és una cantant montenegrina. Va començar la seva carrera el 2004 amb el grup Negre. Va representar el seu país al Festival de la Cançó d'Eurovisió 2013 juntament amb Who See. Va representar Montenegro de nou a Eurovisió 2025 amb la cançó «Dobrodošli».

## Carrera professional
El desembre de 2012, RTCG va anunciar que Who See representaria Montenegro al Festival de la Cançó d'Eurovisió 2013 celebrat a Malmö juntament amb un "artista secret", que més tard es va revelar que era Žižić. La seva cançó era «Igranka». La van interpretar a la primera semifinal el 14 de maig de 2013, però va quedar dotzena amb 41 punts, sense classificar-se per a la final.
El 2021, Žižić va ser membre del jurat intern per seleccionar la candidatura de Montenegro al Festival de la Cançó d'Eurovisió 2022.
Žižić va participar al Montesong 2024, la final nacional montenegrina del Festival de la Cançó d'Eurovisió 2025, amb la cançó «Dobrodošli», que va quedar segon darrere de Neonoen amb «Clickbait». No obstant això, Neonoen ja hi havia participat prèviament el 2023 i es va retirar el 4 de desembre de 2024 perquè suposava una violació de les normes. El 8 de desembre de 2024, es va anunciar que Žižić seria la representant de Montenegro en el certamen. Va competir el 15 de maig de 2025 a la segona semifinal i no va aconseguir classificar-se per a la final.